# Daiki Numa
Daiki Numa (født 2. maj 1997) er en japansk fodboldspiller.